# Liste der Naturdenkmale in Seiffen/Erzgeb.
Die Liste der Naturdenkmale in Seiffen/Erzgeb. nennt die Naturdenkmale in Seiffen/Erzgeb. im sächsischen Erzgebirgskreis.

## Definition
„Naturdenkmäler sind rechtsverbindlich festgesetzte Einzelschöpfungen der Natur oder entsprechende Flächen bis zu fünf Hektar, deren besonderer Schutz erforderlich ist
1. aus wissenschaftlichen, naturgeschichtlichen oder landeskundlichen Gründen oder
2. wegen ihrer Seltenheit, Eigenart oder Schönheit.“

„§ 18 – Naturdenkmäler – (zu § 28 BNatSchG)
(1) Die Erklärung nach § 22 Abs. 1 BNatSchG von Teilen von Natur und Landschaft als Naturdenkmal erfolgt durch Rechtsverordnung oder Einzelanordnung.
(2) Über § 28 Abs. 1 BNatSchG hinaus können Naturdenkmäler zur Sicherung von Lebensgemeinschaften oder Lebensstätten von im Bestand gefährdeten oder streng geschützten Arten festgesetzt werden.“

## Liste
Link zu einem Kartenansichtstool, um Koordinaten zu setzen.
| Bild                          | Bezeichnung                   | Lage                                               | Beschreibung                                                            | Datum                                                                 | Nummer     |
| ----------------------------- | ----------------------------- | -------------------------------------------------- | ----------------------------------------------------------------------- | --------------------------------------------------------------------- | ---------- |
| BW                            | Basaltaufschluss am Ahornberg | Seiffen/Erzgeb. (50° 37′ 58,4″ N, 13° 27′ 55″ O)   | Fläche: ca. 5687 m²                                                     | Beschluss des Rates des Kreises Marienberg Nr. 11-2-57 vom 31.07.1957 | 364.23-238 |
| BW                            | Geyerin und Binge             | Seiffen/Erzgeb. (50° 38′ 48,4″ N, 13° 27′ 15,3″ O) | Fläche: ca. 19570 m²                                                    | Beschluss des Rates des Kreises Marienberg Nr. 11-2-57 vom 31.07.1957 | 364.23-237 |
| mehr Fotos \| Fotos hochladen | Luthereiche                   | Seiffen/Erzgeb. (50° 38′ 51,7″ N, 13° 27′ 7,6″ O)  | 1883 zum 400. Geburtstag Luthers gepflanzt als Naturdenkmal beschildert | ?                                                                     |            |
| mehr Fotos \| Fotos hochladen | Eiche                         | Seiffen/Erzgeb. (50° 38′ 53,8″ N, 13° 27′ 8,6″ O)  | als Naturdenkmal beschildert                                            | ?                                                                     |            |